# Гарленд (Техас)
Гарленд (англ. Garland) — город в штате Техас (США). Большая часть города находится в округе Даллас, часть принадлежит округам Коллин и Рокуолл. По данным переписи за 2010 год, число жителей города составляло 226 876 человек. Основан в 1891 году. В 2008 году Гарленд занял 67-е место в списке «100 лучших мест для жизни», составленном CNN и журналом Money.

## Географическое положение
Гарланд находится в 25 км к северо-востоку от Далласа. Через город протекает река Дак-Крик, на востоке находится озеро Рэй-Хаббард.

### Инфраструктура
Через город проходят:
- I-30
- Дорога 78 штата Техас[англ.].
- Дорога 66 штата Техас[англ.].

В городе находится станция железной дороги Миссури Пасифик и Атчинсон, Топека и Санта-Фе.

## История

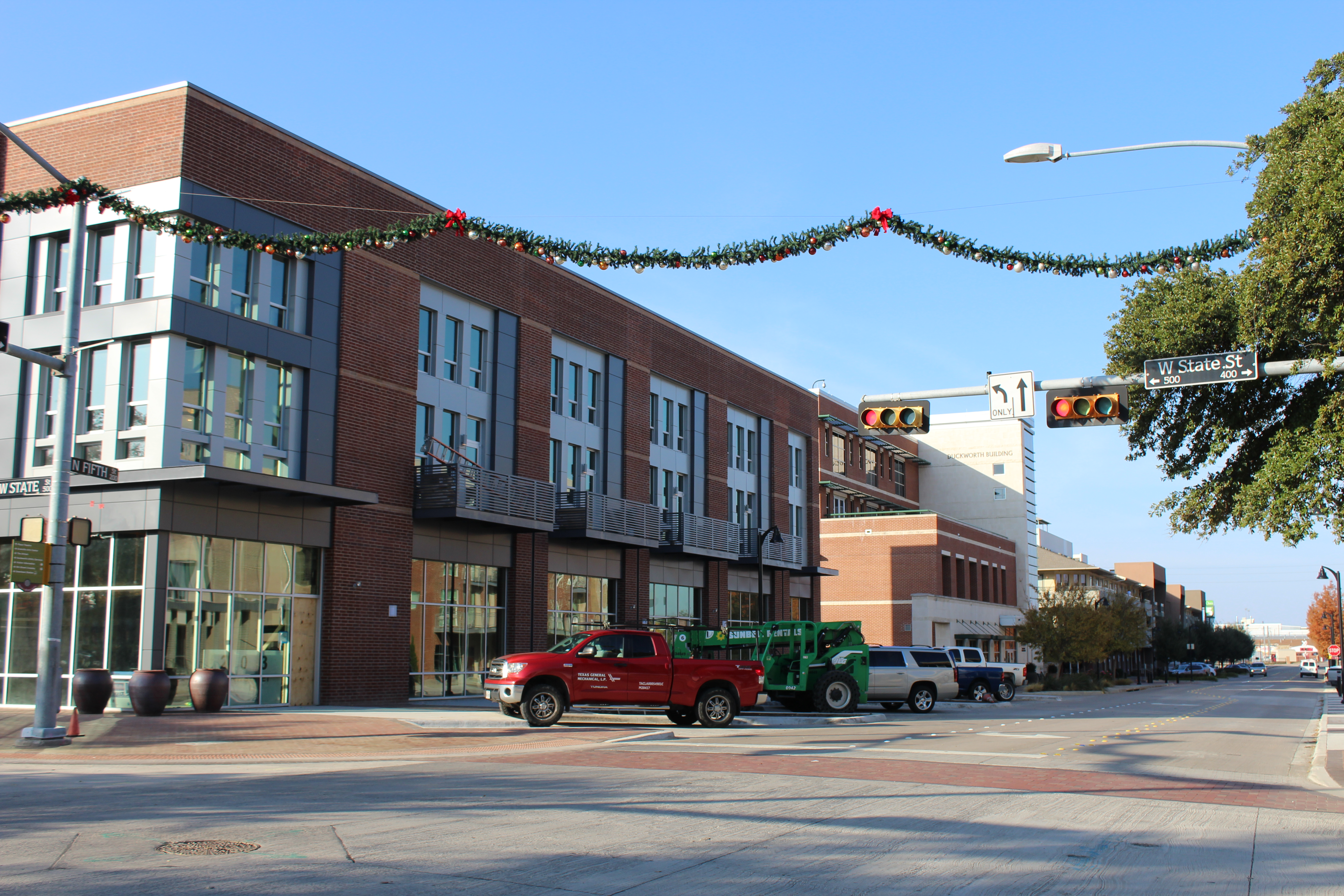
Нижний город Гардленда

Гарленд был назван в честь генерального прокурора США Огуста Гарленда. В 1887 году был создан почтовый офис между населёнными пунктами Дак-Крик и Эмбре. К 1890 году население Гарленда достигло 478 человек, в городе были четыре церкви, три мельницы и несколько гостиниц. В 1880-х годов в городе появился газовый свет, а в 1888 году открылась школа. Гарленд был инкорпорирован в 1891 году. Первый банк открылся в 1895 году. В 1889 году пожар уничтожил 28 из 30 предприятий в Гарленде.
К 1914 году в городе было два банка, телефонная и телеграфная связь, три ресторана. 9 мая 1927 года торнадо уничтожил большую часть города, погибли 17 человек. В конце 1930-х годов в городе открылись предприятия Крадок, производящие огурцы, и Байер-Ролник, производящие шляпы. В 1937 году была построена радиобашня. Во время Второй мировой войны в окрестности города работали несколько авиазаводов. К 1960-м годам в Гарленде было 15 парков, 18 церквей, две больницы, четыре банка, 28 школ. К 1990 году город был вторым по размеру городом в округе и 10-м в штате.

## Население
| Год переписи | Нас.   |  | %±     |
| ------------ | ------ |  | ------ |
| 1890         | 478    |  | —      |
| 1900         | 819    |  | 71,3%  |
| 1910         | 804    |  | −1,8%  |
| 1920         | 1421   |  | 76,7%  |
| 1930         | 1584   |  | 11,5%  |
| 1940         | 2233   |  | 41%    |
| 1950         | 10571  |  | 373,4% |
| 1960         | 38501  |  | 264,2% |
| 1970         | 81437  |  | 111,5% |
| 1980         | 138857 |  | 70,5%  |
| 1990         | 180650 |  | 30,1%  |
| 2000         | 215768 |  | 19,4%  |
| 2010         | 226876 |  | 5,1%   |
| 2016         | 234943 |  | 3,6%   |

По данным переписи населения 2010, город имел население 226 884 человек, что делает его 87-м по численности населения городом США и 12-м по численности населения в Техасе. 49,0 % мужчин и 51,0 % женщин. В городе было 75 696 домашних хозяйств и 56 272 семей. 226 608 человек проживают в округе Даллас, 2 — в округе Рокуолл, 266 — в округе Рокуолл. На территории города была расположена 80 834 построек со средней плотностью 546,5 построек на один квадратный километр суши. Расовый состав: белые — 57,5 %, афроамериканцы — 14,5 %, азиаты — 9,4 %.
Население города по возрастному диапазону по данным переписи 2010 года распределилось следующим образом: 28,5 % — жители младше 18 лет, 4,3 % — между 18 и 21 годами, 58,0 % — от 21 до 65 лет и 9,2 % — в возрасте 65 лет и старше. Средний возраст населения — 33,7 лет. На каждые 100 женщин в Гарленде приходилось 96,1 мужчин, при этом на 100 совершеннолетних женщин приходилось уже 92,6 мужчин сопоставимого возраста.
Из 75 696 домашних хозяйств 74,3 % представляли собой семьи: 52,0 % совместно проживающих супружеских пар (25,1 % с детьми младше 18 лет); 16,1 % — женщины, проживающие без мужей и 6,3 % — мужчины, проживающие без жён. 25,7 % не имели семьи. В среднем домашнее хозяйство ведут 2,99 человека, а средний размер семьи — 3,48 человека. В одиночестве проживали 20,8 % населения, 7,7 % составляли одинокие пожилые люди (старше 65 лет).

## Экономика
В 2014 году из 174 819 человек старше 16 лет имели работу 111 301. При этом мужчины имели медианный доход в 36 159 долларов США в год против 33 092 долларов среднегодового дохода у женщин. В 2014 году медианный доход на семью оценивался в 55 417 $, на домашнее хозяйство — в 51 970 $. Доход на душу населения — 21 465 $ в год.

## Достопримечательности

### Развлечения
Центр искусств Гранвилля-это комплекс, принадлежащий и управляемый городом. В состав комплекса входят два элегантных театра, которые могут вместить 720 и 200 человек соответственно. Также в состав комплекса входит театр Plaza, рассчитанный на 350 посадочных мест. Атриум в Granville Arts Center представляет собой бальный зал площадью 600 кв м, заключенный в стекло с двух сторон и выходящий на элегантный открытый внутренний двор. Атриум предоставляет гражданским, общественным и коммерческим организациям возможность проведения банкетов, фуршетов, выставок и конференций.

### Исторические места
Музей гирлянды Landmark расположен в бывшем депо  Санта-Фе с 1901 года. Внутри находятся исторические артефакты и документы, представляющие период с 1850 года по настоящее время

### Библиотеки
9 мая 1927 года торнадо разрушил большую часть города и убил 17 человек, в том числе бывшего мэра С. Е. Николсона. Шесть лет спустя в его честь была открыта мемориальная библиотека Николсона. Мемориальная библиотечная система Николсона также является главным ресурсным центром и штаб-квартирой Северо-Восточной Техасской библиотечной системы (NETLS). NETLS обслуживает 33-уездную область, которая включает 105 библиотек-членов. Штаб-квартира и офисы NETLS были размещены в Центральной библиотеке НМЛС с 1983 года.

## Парки и зоны отдыха
Гарленд включает в себя более 2880 акров (1170 га) парковой земли, шесть центров отдыха и 63 парка.

## Инфраструктура

### Транспорт
В городе Гарленд доля домохозяйств, не имеющих автомобиля, ниже среднего показателя по стране. В 2015 году 4,6 процента семей не имели автомобиля. В Гарленде в среднем на домашнее хозяйство приходится 2,04 автомобиля, по сравнению с национальным средним показателем 1,8. Согласно опросу американского сообщества за 2016 год, 78,8 % жителей Гарленда ездили на работу в одиночку, 13,1 % на автомобиле, 2,5 % использовали общественный транспорт и 9 % ходили пешком. Около 1,3 % жителей Гарленда ездили на работу на велосипеде, такси, мотоцикле или каким-либо другим способом, в то время как 3,5 % работали дома.

## Города-побратимы
- Таоюань, Тайвань[11]